# 金原亭馬の助 (初代)
初代 金原亭 馬の助（きんげんてい うまのすけ、本名∶伊藤 武、1928年〈昭和3年〉4月9日 - 1976年〈昭和51年〉2月6日）は、東京府（現：東京都）四谷区（現：新宿区）四谷出身の元落語家。出囃子∶『どうぞ叶えて』。芸人仲間の愛称は「馬さん」。

## 経歴
1944年11月に五代目古今亭志ん生に入門。志ん駒を名乗るが志ん生が満州に慰問に出た為臨時で八代目桂文楽門下に移籍。
1948年3月に二ツ目昇進、むかし家今松に改名。
1955年5月に真打昇進、初代金原亭馬の助を襲名。
1975年12月、山田五十鈴の『たぬき』の再演中に文京区の日本医科大学付属病院へ入院。2ヵ月後の1976年2月6日午前10時4分、胃がんのため死去。47歳没。
2002年2月中席の浅草演芸ホール昼の部では、二代目馬の助を主任に「先代馬の助二十七回忌追善興行」が催された。

## 芸歴
- 1944年11月 - 五代目古今亭志ん生に入門、前座名は「志ん駒」。
- 1948年3月 - 二ツ目昇進、「今松」に改名。
- 1955年5月 - 真打昇進、「初代金原亭馬の助」を襲名。
- 1976年2月 - 死去。47歳没。

## 人物
フジテレビ『お笑いタッグマッチ』の回答者役として出演していた時期もある。
鳴り物の名手でもあった。
姓は一時期小沼。最初の結婚で改姓し、夫人の病死後に伊藤に戻している。

## 得意演目
志ん生譲りの『六尺棒』『干物箱』『権助芝居』『徳ちゃん』『宮戸川』などのほか、一方で『六段目』『七段目』などの芝居噺も得意とした。

## 弟子
師匠馬の助の死後は十代目金原亭馬生門下に移籍
- 金原亭馬太呂
- 金原亭駒三郎

### アマチュア弟子
- 和泉家志ん治